# SV Vorwärts Kornharpen
Der SV Vorwärts Kornharpen (offizielle: Sportverein Vorwärts Kornharpen 1929 e. V.) war ein Fußballverein aus dem Bochumer Stadtteil Kornharpen. Größter Erfolg in der Vereinsgeschichte war der Aufstieg der ersten Herrenmannschaft in die Oberliga Westfalen im Sommer 2003. 

## Geschichte
Gegründet wurde der Verein 1929 und spielte lange Jahre nur in unteren Spielklassen. In der Bezirksliga spielte der SV Vorwärts von 1978 bis 1983 und in der Saison 1991/92. Ein sportlicher Aufschwung folgte erst in den 1990er Jahren. Im Jahre 1993 stiegen die Kornharpener erneut in die Bezirksliga auf und wurden in der Saison 1993/94 auf Anhieb Vizemeister hinter dem punktgleichen Erler SV 08. Das Entscheidungsspiel in Sodingen verlor der SV Vorwärts mit 0:2. Nach einer erneuten Vizemeisterschaft hinter der SpVgg Horsthausen zwei Jahre später gelang dann im Jahre 1997 der Aufstieg in die Landesligist. Vier Jahre später schaffte der SV Vorwärts den Sprung in die Verbandsliga.
Nach einem zwölften Platz in der Aufstiegssaison 2001/02 wurden die Kornharpener ein Jahr später Vizemeister hinter dem SV Schermbeck. Für den SV Vorwärts folgte ein Entscheidungsspiel um den Aufstieg in die Oberliga Westfalen, wo sich die Kornharpener im neutralen Neubeckum mit 6:5 im Elfmeterschießen gegen den SV Enger-Westerenger durchsetzen konnte. Im ersten Jahr der Zugehörigkeit zur Oberliga erreichte die Mannschaft Rang neun. In der folgenden Saison 2004/05 erfolgte als Vorletzter der Abstieg. Der SV Vorwärts verfügte über die gleiche Punktzahl wie der SV Lippstadt 08 und die TSG Sprockhövel. Jedoch schafften nur die Lippstädter aufgrund der besten Tordifferenz den Klassenerhalt.
In den folgenden beiden Spielzeiten wurde der Wiederaufstieg jeweils knapp verpasst. Allerdings verschlechterte sich die finanzielle Lage des Vereins immer mehr. Anfang März 2009 meldete der SV Vorwärts Kornharpen Insolvenz an und zog seine Mannschaft aus dem laufenden Spielbetrieb  der Westfalenliga zurück. Seine Heimspiele trug der SV Vorwärts Kornharpen im Karl-Hirsch-Stadion aus, das etwa 5000 Zuschauern Platz bietet.

## Persönlichkeiten
- Holger Aden
- David Buchholz
- Markus Ehrhard
- Jeff Gyasi
- Arthur Matlik
- Christian Schreier
- Guido Silberbach

## Nachfolgeverein
Es folgte die Neugründung als FC Vorwärts Kornharpen, der in der Saison 2009/10 in der Landesliga startete. Gleich in der ersten Saison musste der FC Vorwärts in die Bezirksliga absteigen und wurde dort in den Jahren 2012 und 2015 jeweils Vierter. Nach zwei Abstiegen in Folge erreichte der FC Vorwärts 2018 die Bochumer Kreisliga B. Fünf Jahre später ging es runter in die Kreisliga C, wo Vorwärts 2025 Vizemeister wurde.